# Henry Duncan
Henry Duncan, né le 8 octobre 1774 et décédé le 12 février 1846, est un ministre protestant de la paroisse écossaise de Ruthwell dans le comté du Dumfriesshire (aujourd’hui dans le district de Dumfries and Galloway). Il est connu pour avoir fondé la première caisse d’épargne au monde, et reconstitué la croix de Ruthwell. Il était également auteur, philanthrope et porteur de réformes sociales.

## Biographie
Enfant, il rencontre le poète Robert Burns, qui rencontrait son père au presbytère de Lochrutton. Ducan a étudié à l’académie (en) de Dumfries.
En 1810, Duncan ouvre la première caisse d’épargne, gagnant des intérêts sur les économies des investisseurs. Un musée de la Caisse d’épargne (Savings Bank Museum) s’est implanté dans le village.
En 1818, Duncan restaure la croix de Ruthwell, un des plus célèbres monument anglo-saxon, aujourd’hui visible dans l’église de Ruthwell. Il est possible qu’il se soit mépris, en voyant une croix là où le monument était peut-être une colonne.
En 1828, Duncan expose à la Société royale d’Édimbourg une étude sur des empreintes fossiles relevées dans des grès rouges du Permien à Corncockle Muir dans le Dumfriesshire. Le document, publié en 1831, est le premier rapport scientifique sur des fossiles. Ses sujets d’études, nommés Chelichnus duncani, peuvent être observés au Musée royal d'Écosse.
En 1839, Duncan devient modérateur (en) de l’Assemblée générale (en) de l’Église d’Écosse. Après le schisme de 1843, il devient l’un des ministres fondateurs de l’Église libre d’Écosse.
Robert Murray McCheyne lui rendait visite durant ses vacances à Ruthwell.

## Sources
- (en) Cet article est partiellement ou en totalité issu de l’article de Wikipédia en anglais intitulé « Henry Duncan (1774–1846) » (voir la liste des auteurs).
- (en) « Rev Henry Duncan (1774-1846) », biographie sur RampantScotland
- (en) S. George Pemberton et Murray Gingras, « The Reverend Henry Duncan (1774–1846) and the Discovery of the First Fossil Footprints », Ichnos, vol. 10, no 2–4,‎ 2003, p. 69–75 (lire en ligne)